# Пенетрация язвы
Пенетрация язвы — одно из осложнений язвенной болезни желудка или двенадцатипёрстной кишки, при котором язва «проникает» в соседние смежные органы.
Происходит у 30-40 % больных язвенной болезнью. Данному осложнению более подвержены мужчины. Язва может пенетрировать в поджелудочную железу, мелкий сальник, печень или в гепатодуоденальную связку.

## Клиника пенетрации язвы
Симптомы зависят от того, в какой орган пенетрирует язва.
При пенетрации язвы, изменяется клиническая картина язвы. Боли приобретают упорный характер, появляется субфебрильная лихорадка, тошнота, рвота, не приносящая облегчения, может возникнуть лейкоцитоз. Холодный пот.

## Лечение
Лечится, как правило, хирургическим путём. При пенетрации язвы желудка, выполняют резекцию желудка, с удалением 1/2 или 2/3 и антисептической обработкой или закрытием поврежденной области соседнего органа сальником. На 1-2 стадиях прорастания с небольшим дефектом язвы возможна клиновидная резекция.
При пенетрации язвы двенадцатипёрстной кишки, в частности при ограниченном повреждении, рекомендуется дуоденопластика и селективная проксимальная ваготомия. Пациенты с прорастанием крупных пилородуоденальных язв обычно подвергаются антрумэктомии в сочетании с ваготомией туловища. Можно оставить дно язвы на пораженном органе.